# Micheál Carrigy

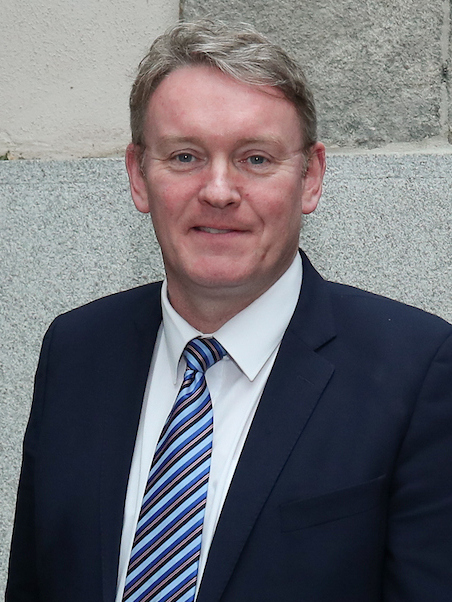
Micheál Carrigy (2023)

Micheál Carrigy (irisch Micheál Mac Concharraige; * 1971/1972 in Irland) ist ein irischer Politiker der Fine Gael, der seit 2024 Mitglied (Teachta Dála) des Dáil Éireann, des Unterhauses des Parlaments (Oireachtas), ist. 

## Leben
Micheál Carrigy arbeitete als Postmeister in Ballinalee. 2009 wurde er in den Longford County Council gewählt. Er trat dann bei den Wahlen zum Dáil Éireann 2020 im Wahlkreis Longmouth–Westmeath an, wurde jedoch nicht gewählt. Stattdessen gelang es ihm, 2020 in den Seanad Éireann auf der Industrie- und Gewerbeliste einzuziehen. Bei den Wahlen 2024 konnte er dann einen Sitz im Dáil Éireann erringen.